# Lucas Pino

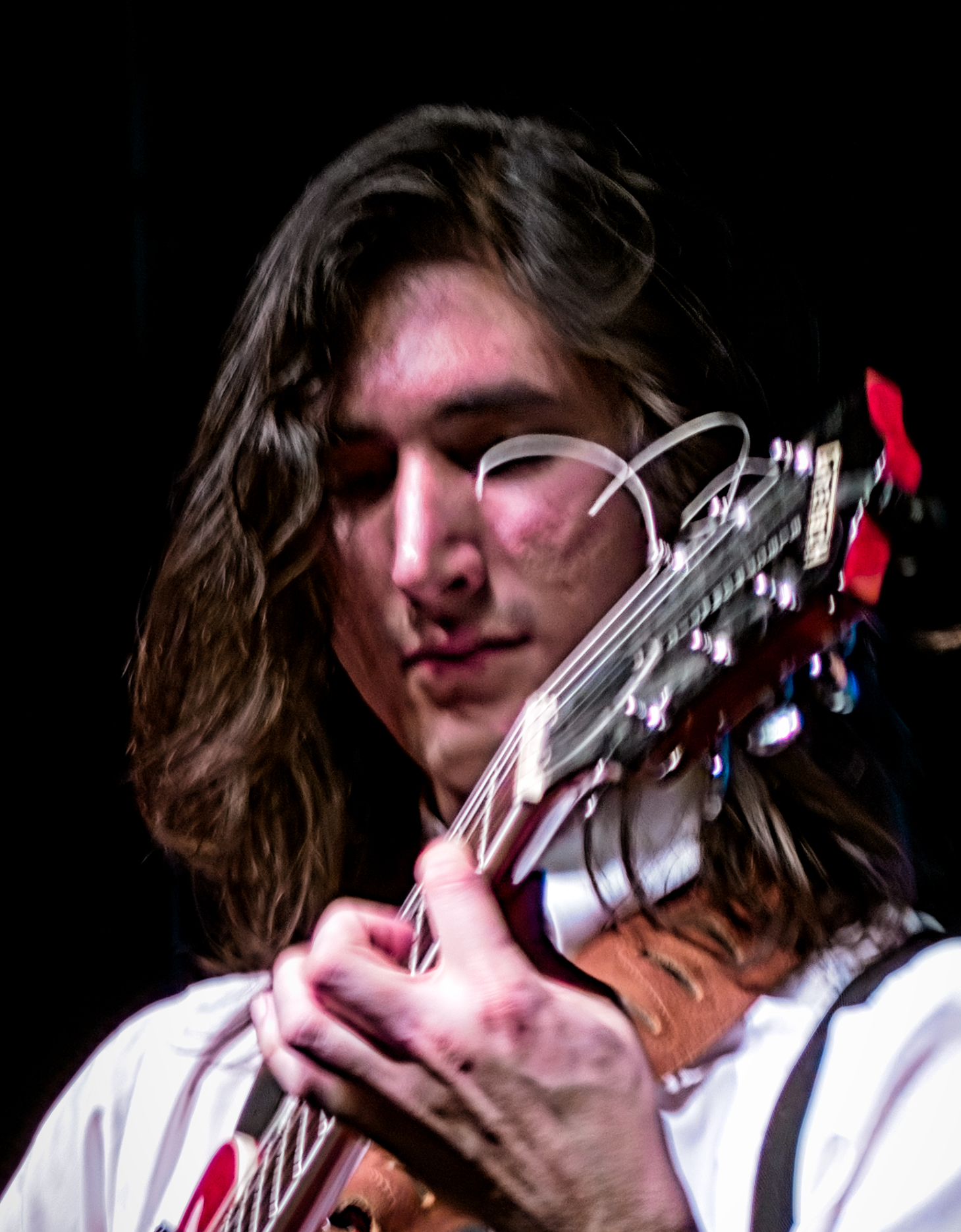
Lucas Pino (2019)

Lucas Pino (* 19. April 1987 in Phoenix) ist ein US-amerikanischer Jazzmusiker (Tenorsaxophon, Klarinette, Komposition, auch Flöte) des Modern Jazz.

## Leben und Wirken
Pino sammelte erste musikalische Erfahrungen im Kirchenchor und im Schulchor; mit zehn Jahren begann er Saxophon zu spielen. Als Schüler der Highschool bekam er 2004 ein Stipendium, den Down Beat Student Music Award als Bester Instrumental-Solist und studierte zunächst von 2005 bis 2007 am Brubeck Institute bei Dave Brubeck; den Bachelor of Fine Arts erwarb er 2009 in Jazz Performance an The New School in New York City, den Master of Music 2011 an der Juilliard School.
Ab den 2000er-Jahren arbeitete Pino in der amerikanischen Jazzszene mit Musikern wie Curtis Fuller, Benny Golson, Jimmy Heath, Christian McBride, Carl Allen, Benny Green oder David Sanborn; erste Aufnahmen entstanden 2005 mit dem Saxophonisten Chris Stewart in Arizona (Phoenix). In den folgenden Jahren spielte er mit Musikern wie Lea DeLaria, Gideon van Gelder, Takuya Kuroda, Richard Boukas, David Lopato, Lauren Desberg, Rafal Sarnecki, Nick Finzer, Jeremy Siskind, Dave Baron, Alex Wintz, Jorn Swart, Marike van Dijk, Steven Lugerner und Florian Höfner. Pino leitet seit 2009 das No Net Nonet, mit dem er seit 2013 einmal im Monat im New Yorker Smalls konzertiert; das Debütalbum erschien 2015. Im Bereich des Jazz war er zwischen 2005 und 2022 an 31 Aufnahmesessions beteiligt. Zu hören ist er u. a. auf Remy Le Boeufs Album Architecture of Storms (2021).
Pinos Kompositionen erinnern nach Ansicht Jack Bowers (All About Jazz) an die von Charles Mingus  und Bob Brookmeyer. 2018 erschien das dritte Album von Pinos Non No Nonet; derssen Titel That’s a Computer bezieht sich auf den unfreundlichen und abweisenden Kommentar eines ehemaligen Lehrers von Pino an der Juilliard School nach dem Hören von dessen kompositorischer Arbeit.

## Diskographische Hinweise
- Yellow Flower with Snail (2008)
- No Net Nonet (Origin Records, 2015), mit Mat Jodrell, Nick Finzer, Alex LoRe, Andrew Gutauskas, Glenn Zaleski, Rafal Sarnecki, Desmond White, Colin Stranahan
- Nick Finzer, Lucas Pino, Alex Wintz, Glenn Zaleski, Dave Baron, Jimmy Macbride: Hear & Now (Outside in Music, 2017)
- Lucas Pino No Net Nonet: The Answer Is No (Inside Out, 2017), mit Alex LoRe, Andrew Gutauskas, Mat Jodrell, Nick Finzer, Rafat Sarnecki, Glenn Zaleski, Desmond White, Jimmy Macbride
- Lucas No Net Nonet: That's a Computer (2018), Alex LoRe, Mat Jodrell, Nick Finzer, Andrew Gutauskas, Rafal Sarnecki, Glenn Zaleski,  Desmond White, Jimmy Macbride, Camila Meza
- Lucas Pino, Jorn Swart, Benjamin von Gutzei: Hello Future (2021)